# Петрушин (Черниговская область)
Петру́шин (укр. Петру́шин) — село Черниговского района Черниговской области Украины. Население 741 человек.
Код КОАТУУ: 7425586901. Почтовый индекс: 15521. Телефонный код: +380 462.

## Власть
Орган местного самоуправления — Петрушинский сельский совет. Почтовый адрес: 15521, Черниговская обл., Черниговский р-н, с. Петрушин, ул. Черниговская, 57.

## Известные уроженцы
- Дрозд, Владимир Григорьевич (1939—2003) — советский и украинский прозаик, член Национального союза писателей Украины с 1962 года.

## Галерея

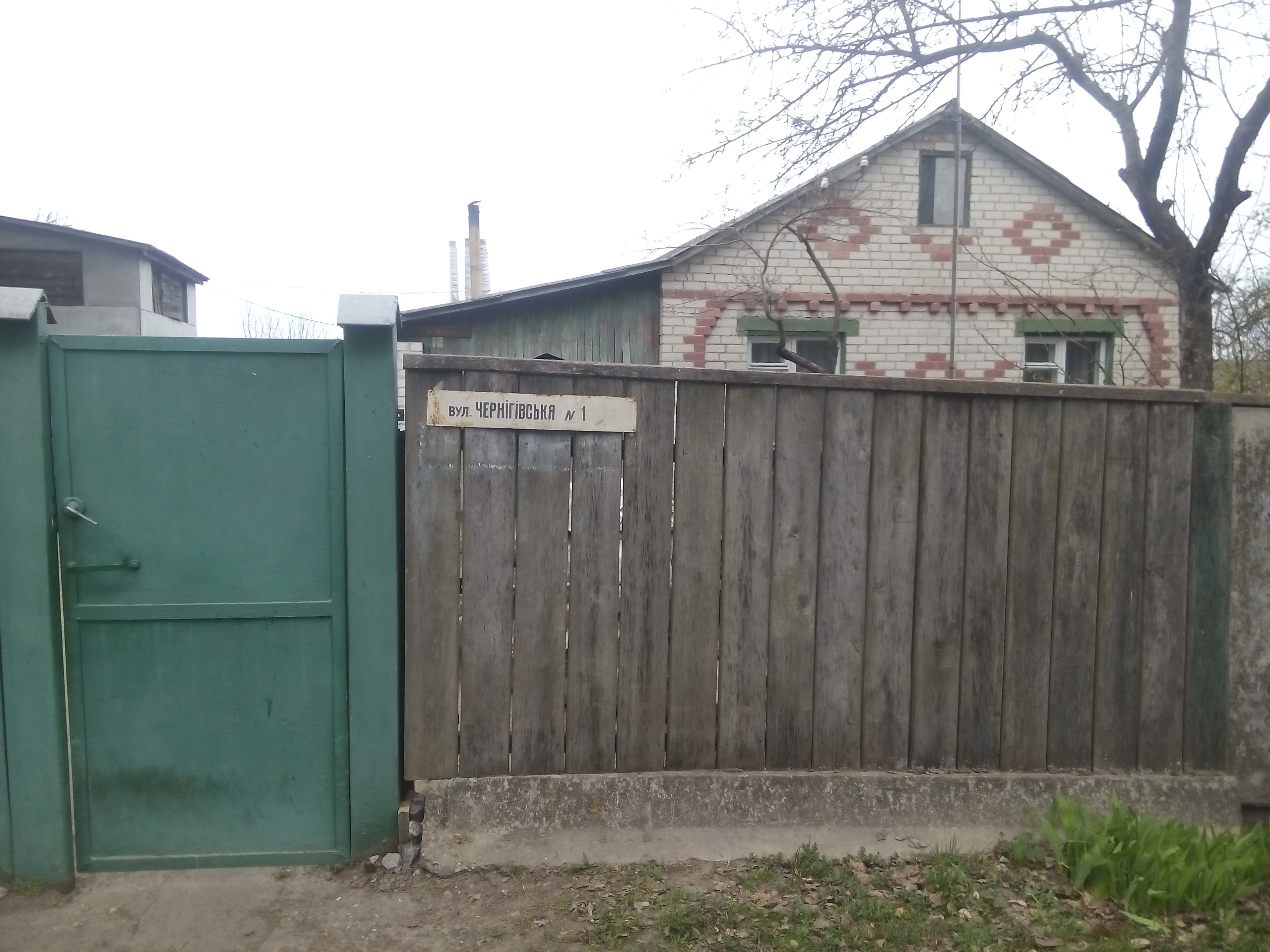
Улица Черниговская 1, начало улицы
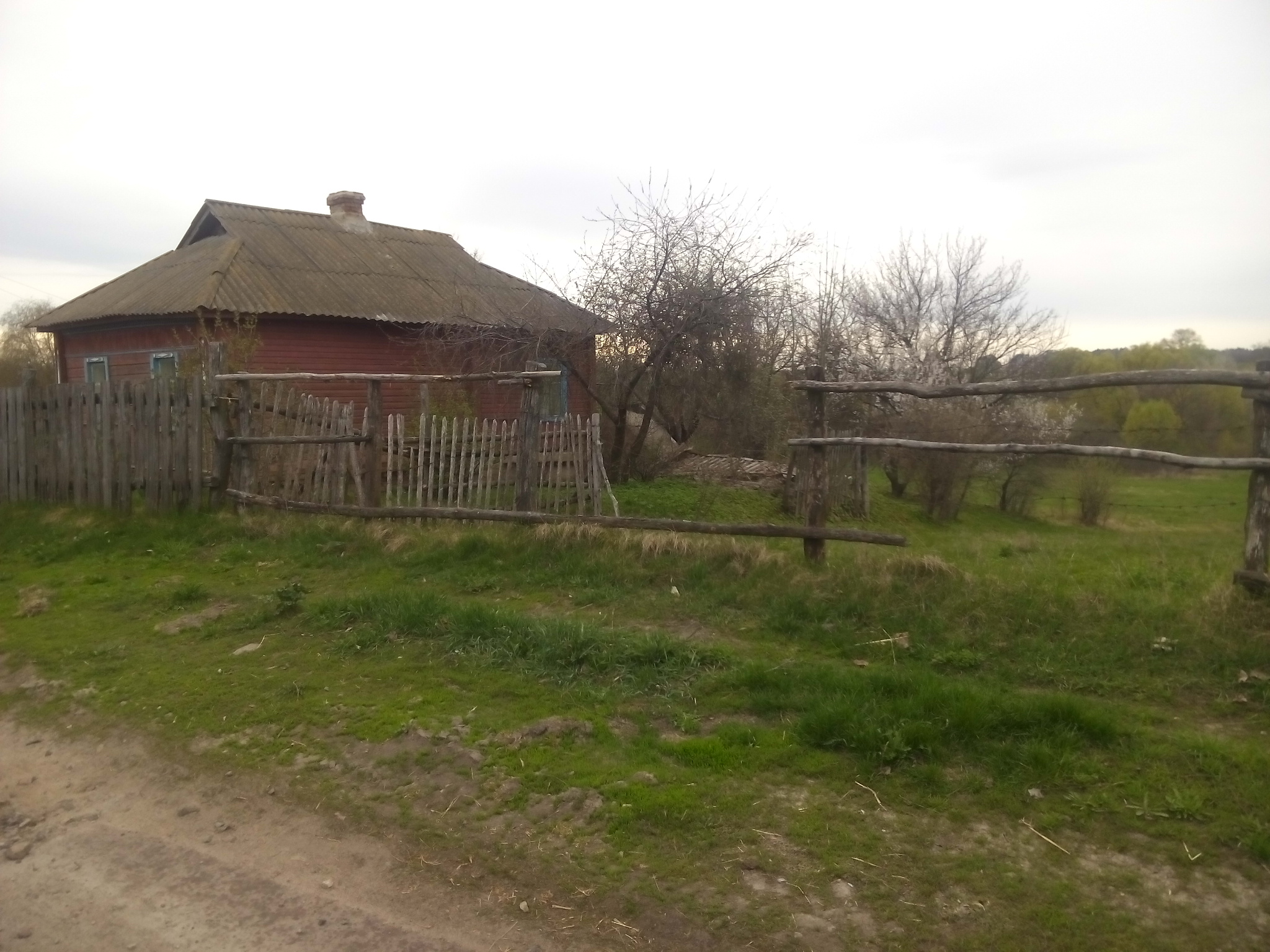
Типичная полеская хата
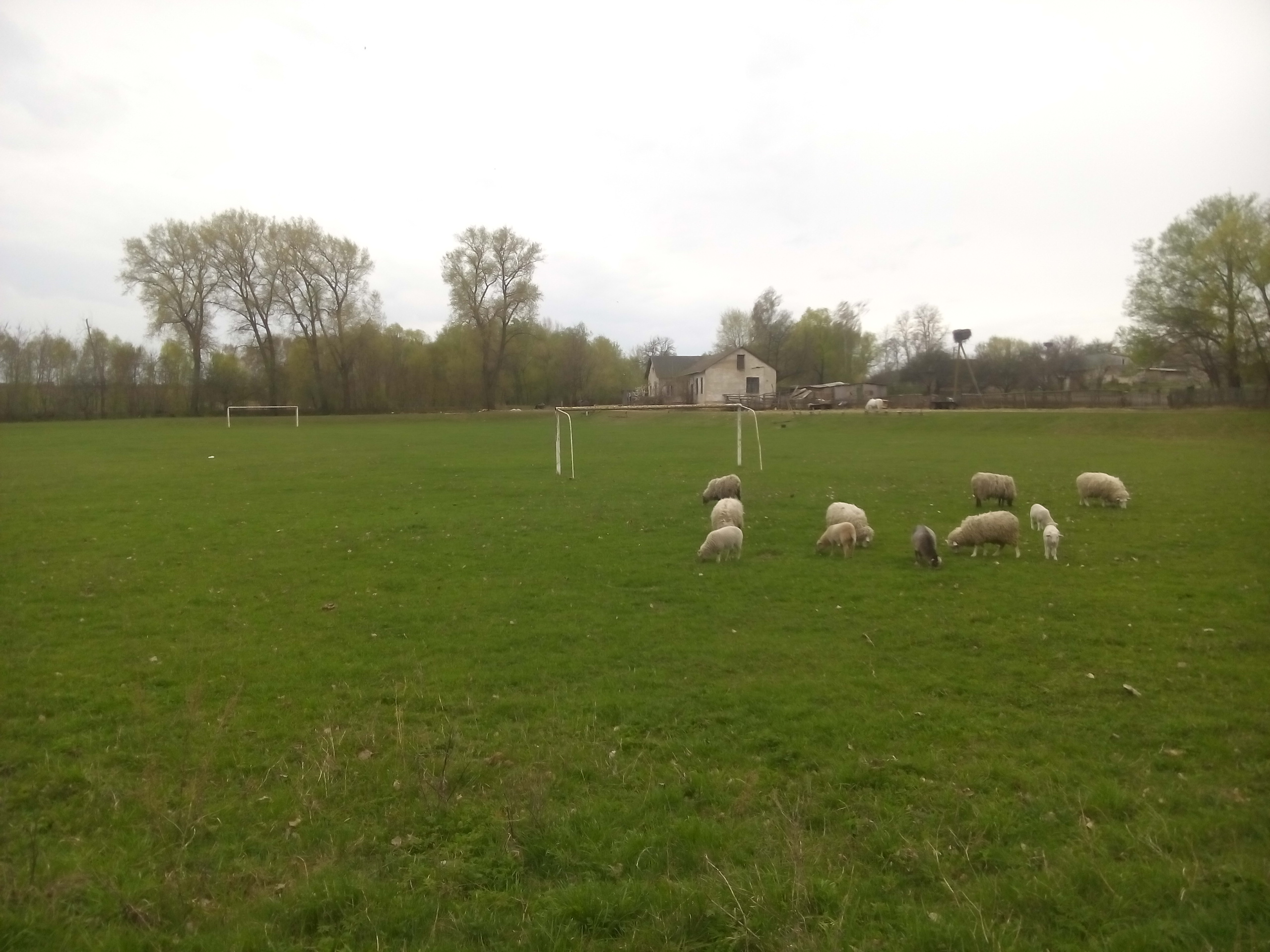
Овечки пасутся на футбольном поле
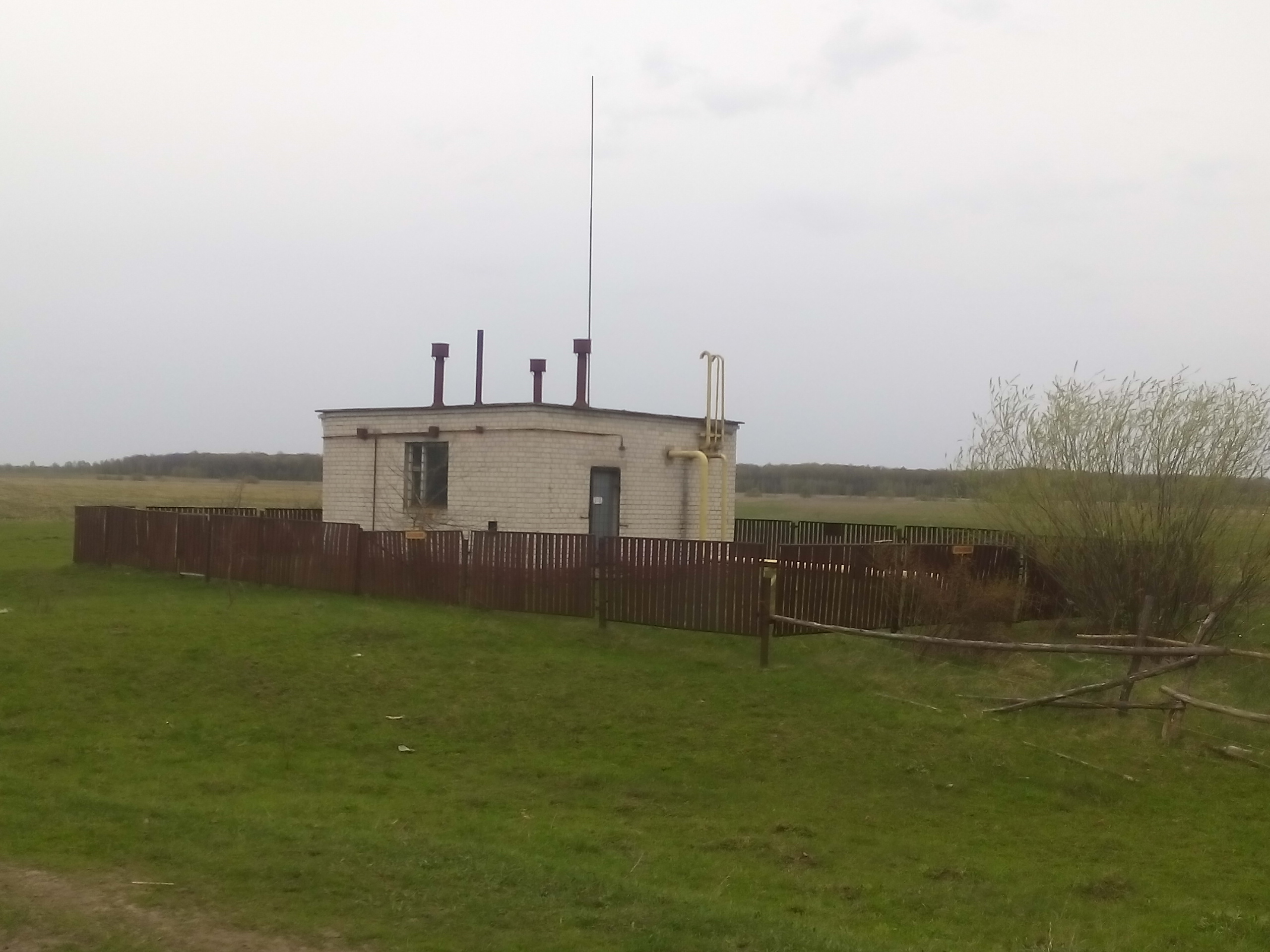
Газовая станция
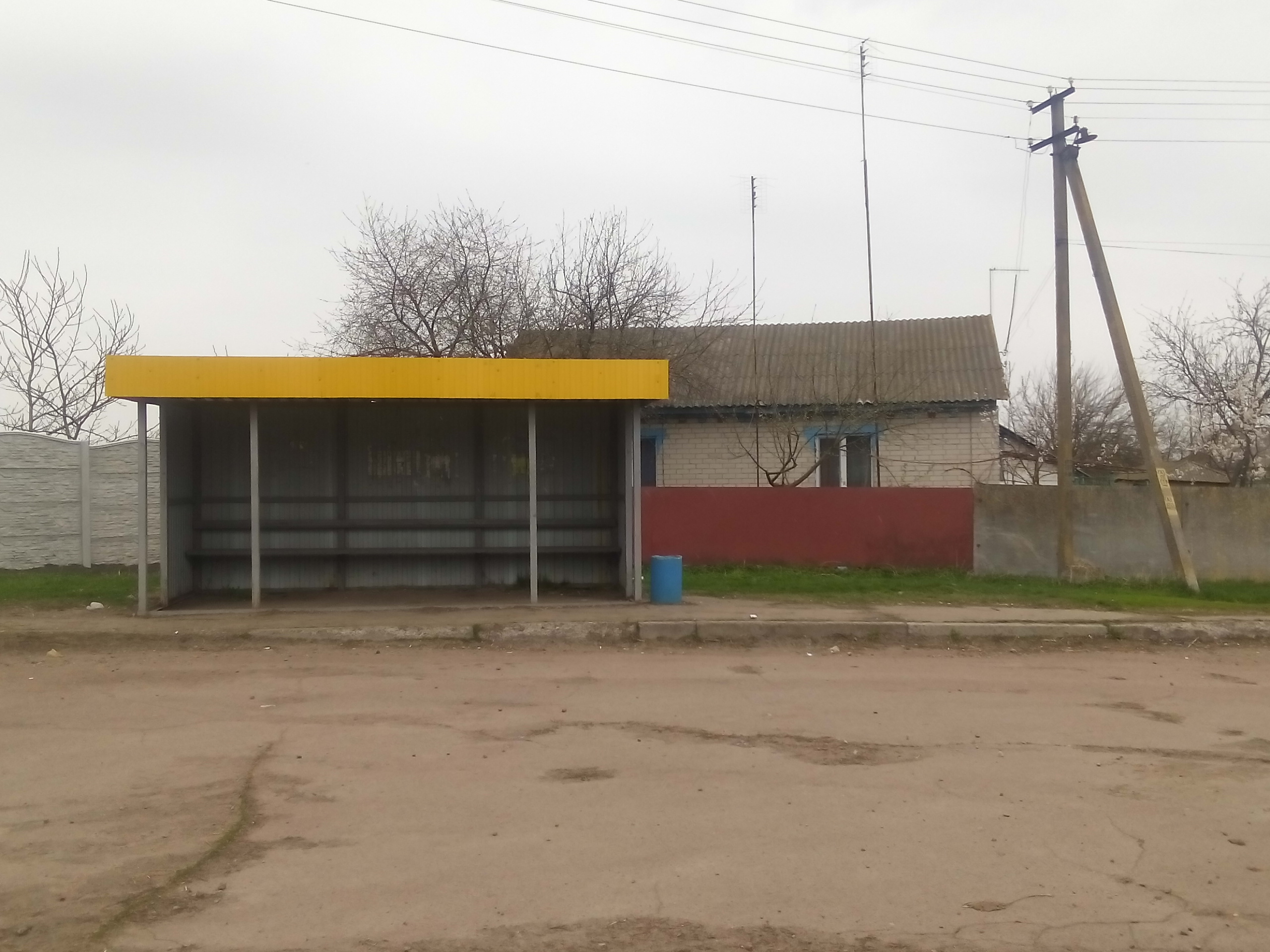
Новая автобусная остановка
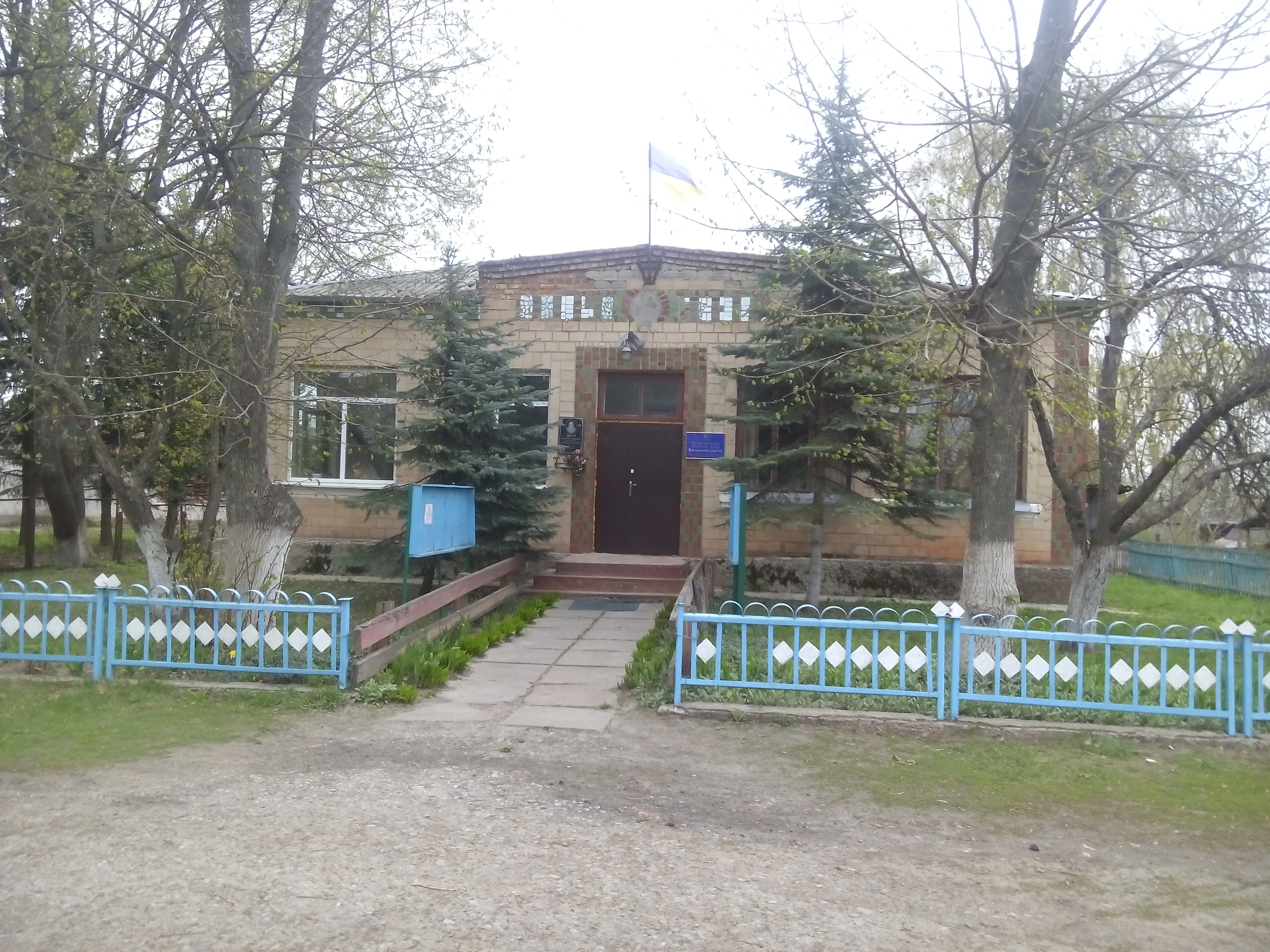
Сельсовет
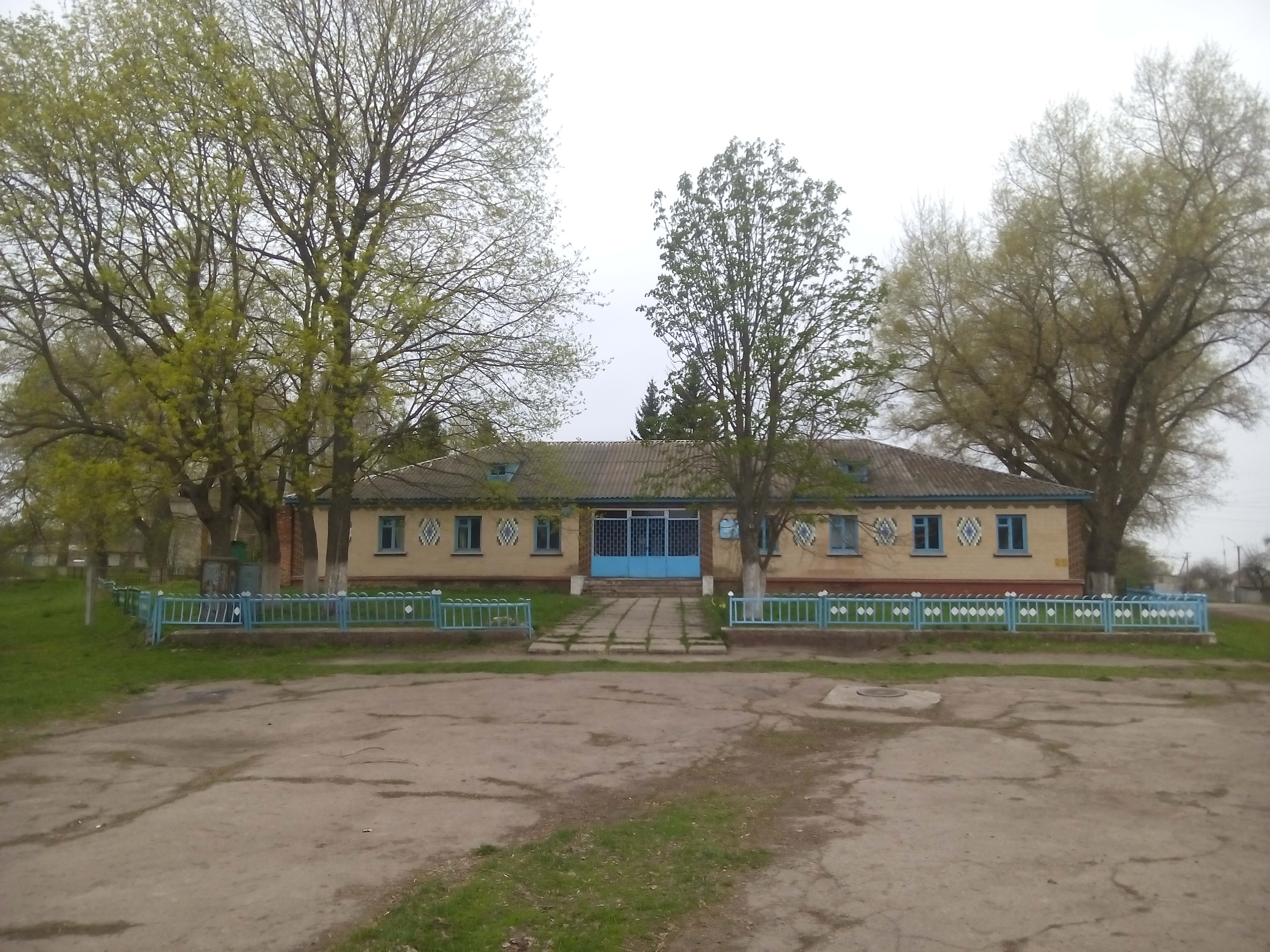
Клуб
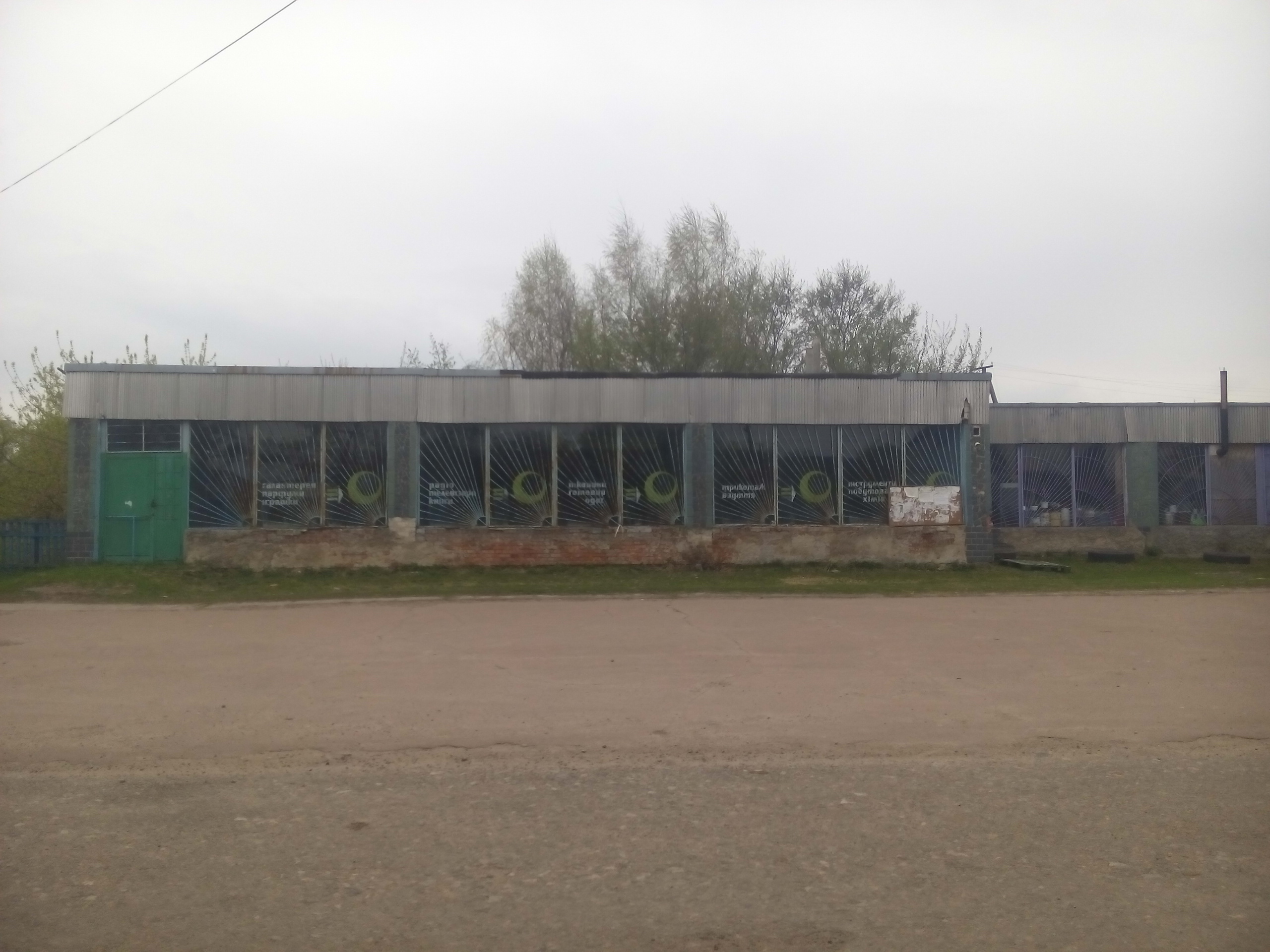
Магазин
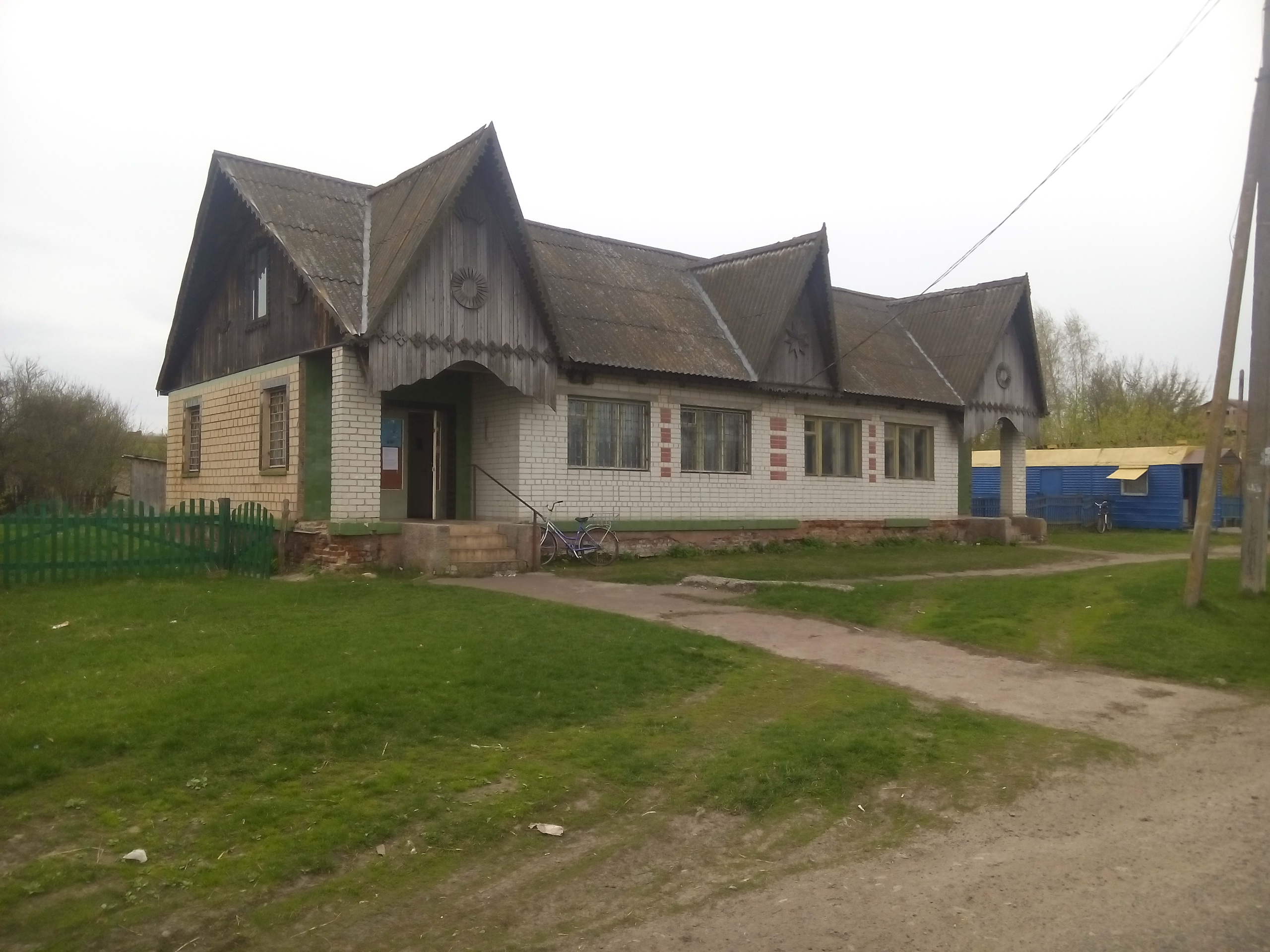
Отделение связи
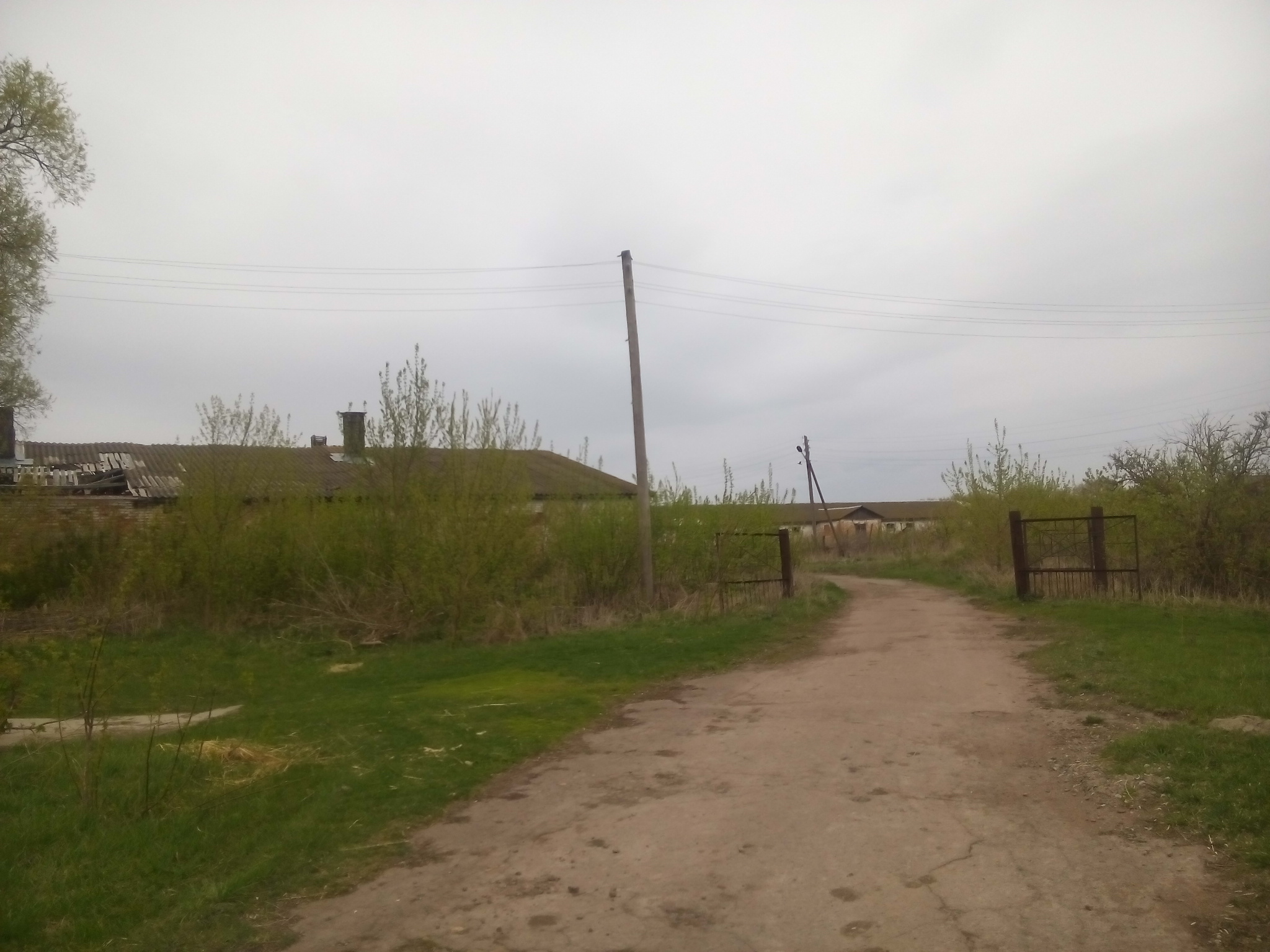
Брошенные фермы
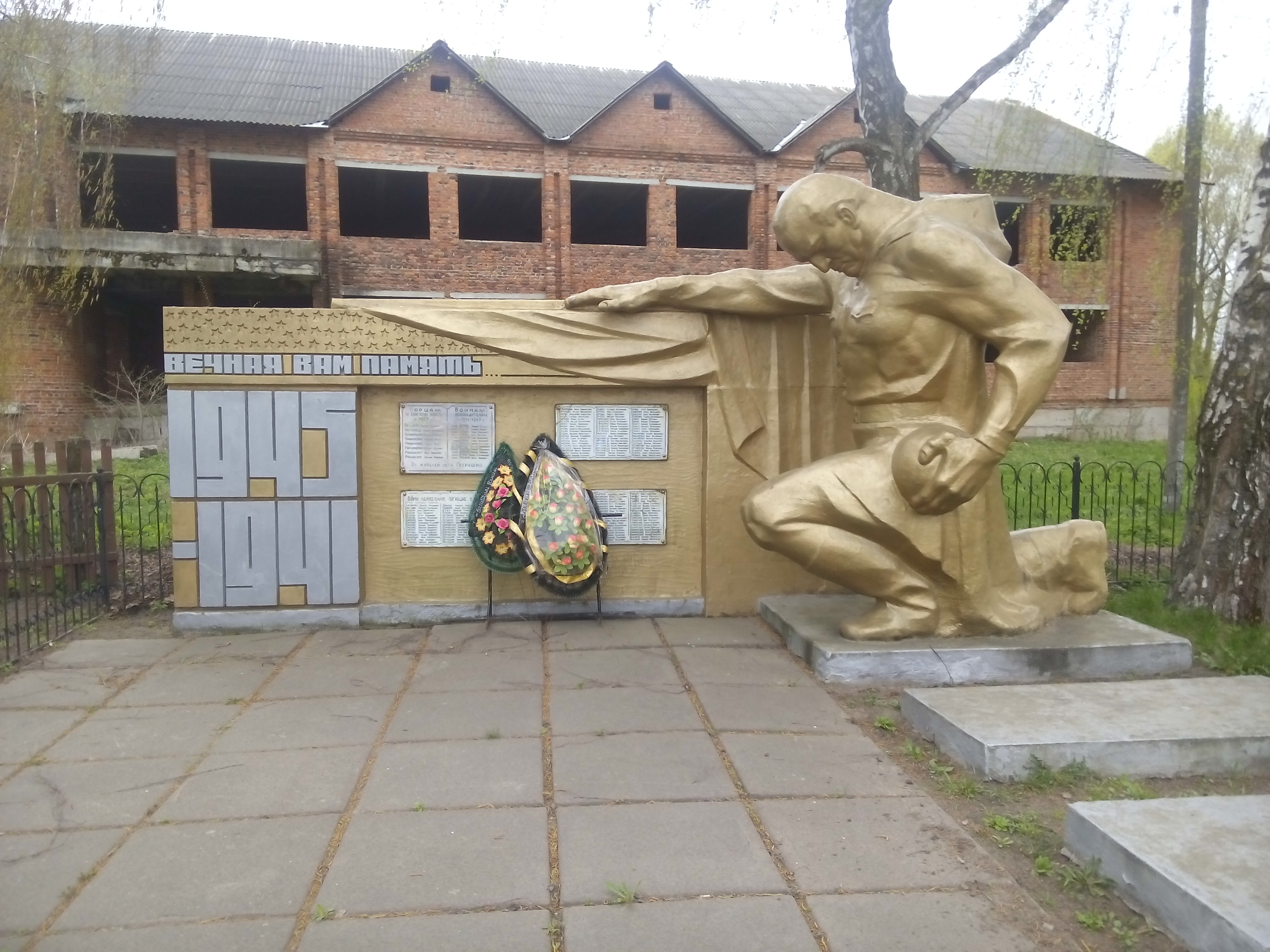
Памятник
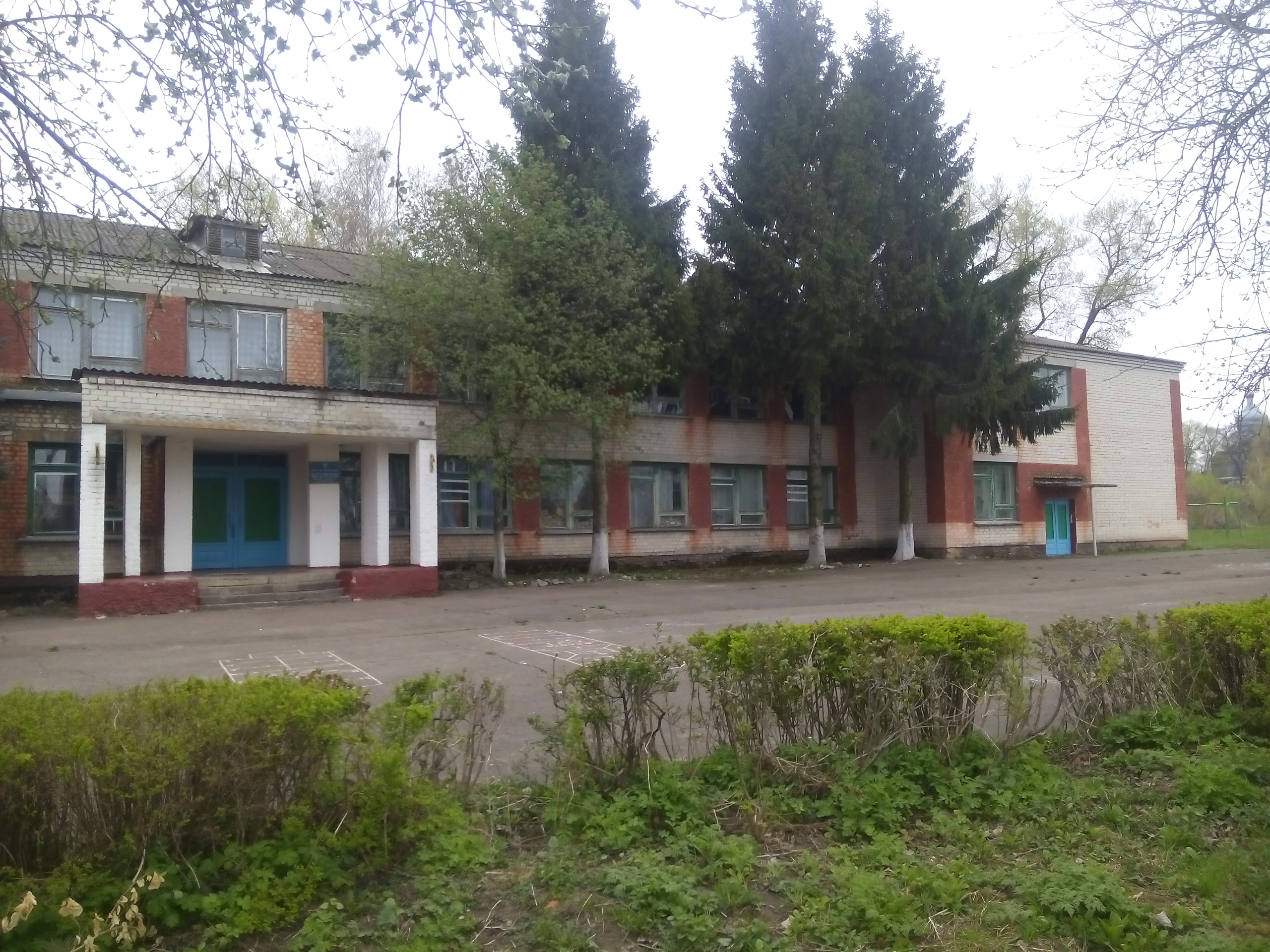
Школа
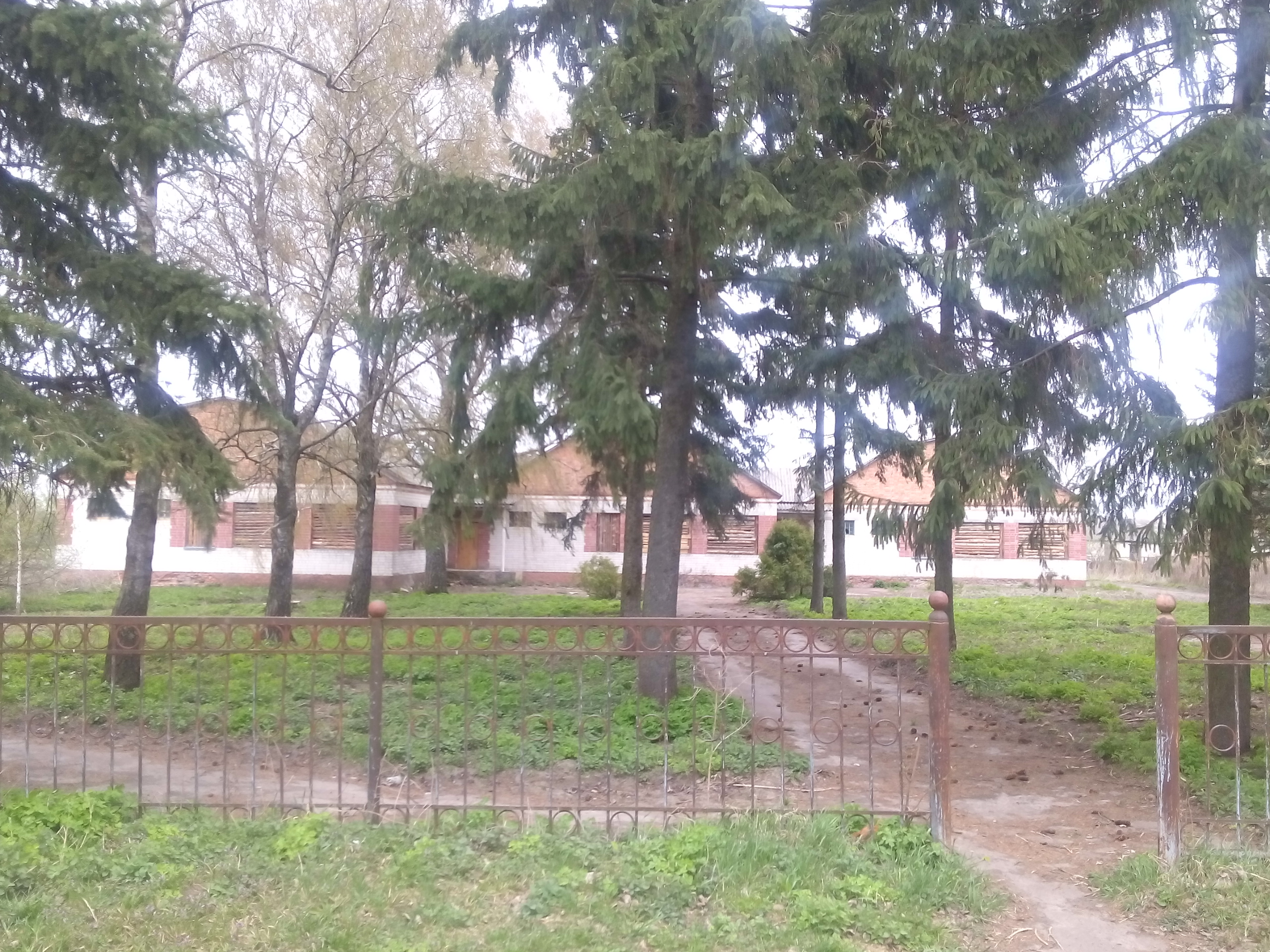
Брошенные строения
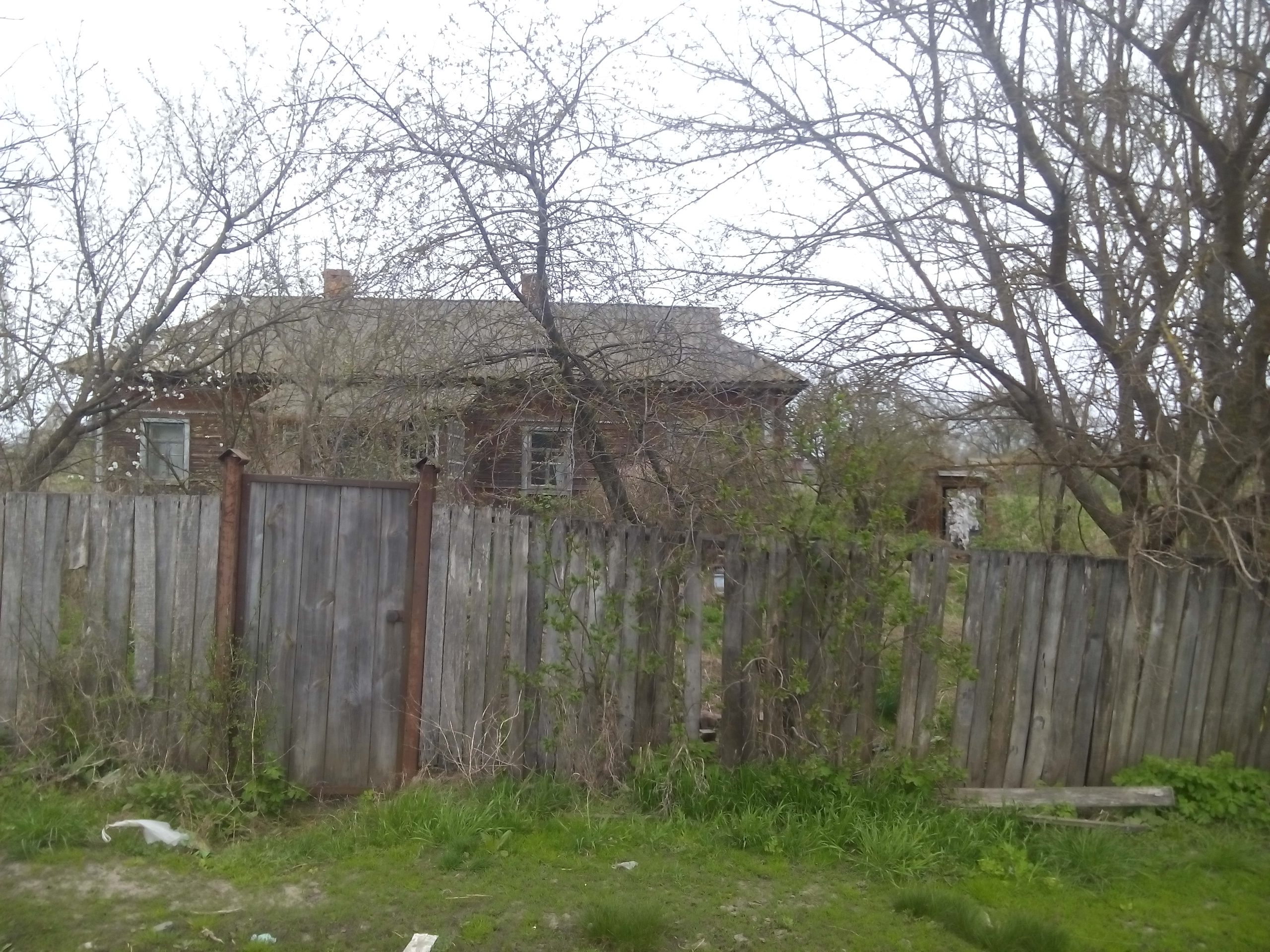
Брошенная хата
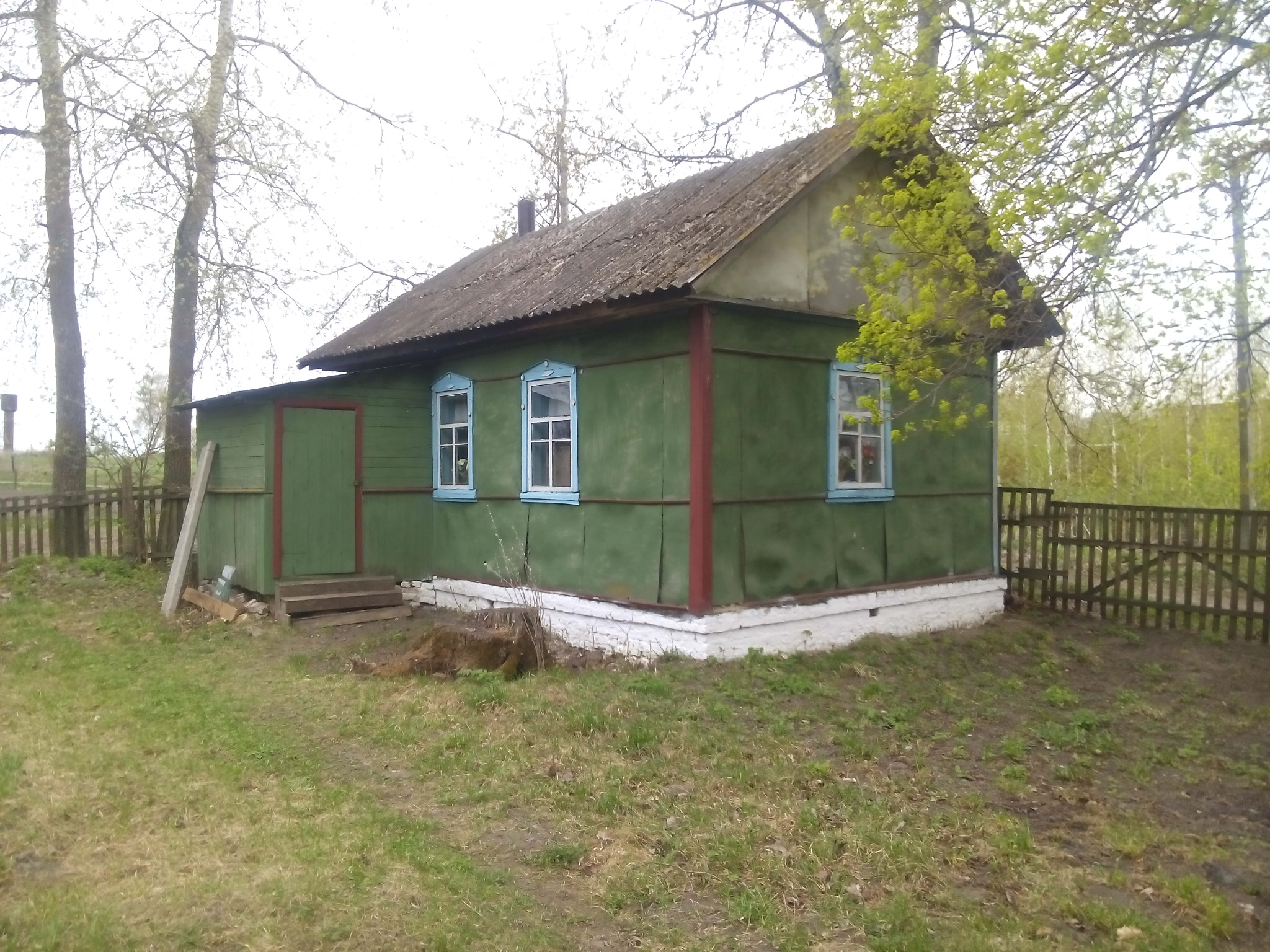
Петрушин. Церковь Рождества Богородицы (XVII в.). Дом священника
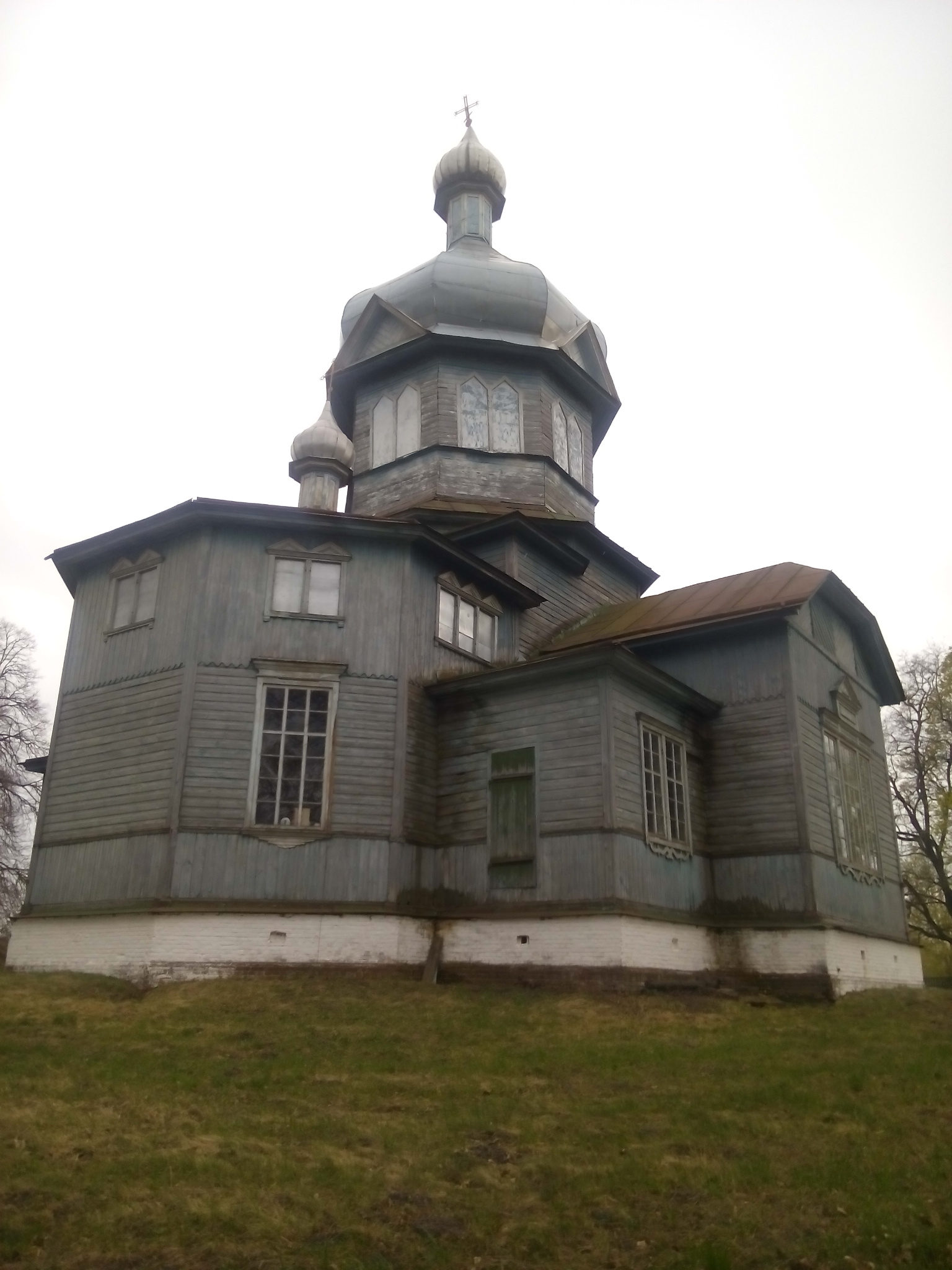
Петрушин. Церковь Рождества Богородицы (XVII в.)
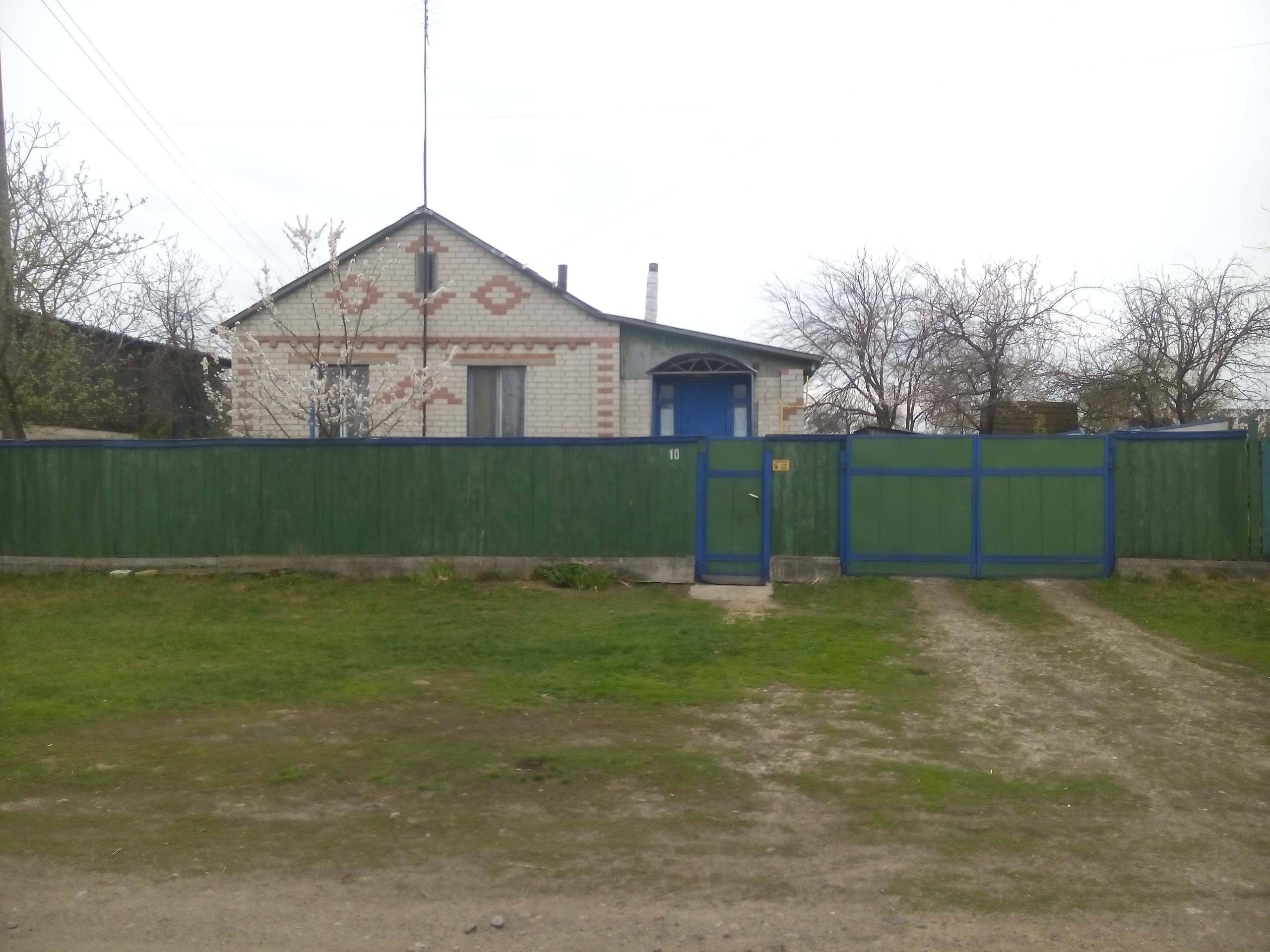
Новая хата (ориентировочно 1980-тые года)